# Hymenophyllum rufum
Hymenophyllum rufum är en hinnbräkenväxtart som beskrevs av Fée. Hymenophyllum rufum ingår i släktet Hymenophyllum och familjen Hymenophyllaceae. Inga underarter finns listade.